# Leucozona beybienkoi
Leucozona beybienkoi är en tvåvingeart som först beskrevs av Violovitsh 1982.  Leucozona beybienkoi ingår i släktet lyktblomflugor, och familjen blomflugor. Inga underarter finns listade i Catalogue of Life.